# Sáta
Sáta község Borsod-Abaúj-Zemplén vármegyében, az Ózdi járásban.

## Fekvése
A megye nyugati részén található, Ózdtól mintegy 15 kilométerre délkelet felé. Az Upponyi-hegység nyugati peremén helyezkedik el, a Csernely-patak mellékvölgyében, környezetében jelentős erdővel.
A közvetlen szomszédos települések: észak felől Borsodbóta, délkelet felől Nekézseny, délnyugat felől Csokvaomány, nyugat felől Farkaslyuk, északnyugat felől pedig Ózd.

### Megközelítése
Közúton három irányból érhető el: Borsodbóta, illetve a tőle délebbre eső települések felől a 2521-es, Ózd felől a 2522-es úton.
A hazai vasútvonalak közül a MÁV 87-es számú Füzesabony–Putnok-vasútvonala érinti. A vasútnak korábban egy megállóhelye is volt itt, Sáta megállóhely, de 2009 vége óta ezen a szakaszon nincs forgalom.

## Története
Hivatalosan, fellelt okmányok alapján Sáta meglétéről a 13. századtól beszélhetünk, egy legutóbb előkerült oklevél szerint (Borsodi Levéltár) 1281-ben Bóta határosa Satha. 1301-ben Omány határosa is egyben, ez azt jelentette, hogy adományok, szerzemények és a földesurak vagyongyarapodása által nőtt a faluhoz tartozó földterületek nagysága. Első birtokosai a Bariusok voltak, akiket a 13. század elején új adomány címén iktattak be Sáta birtokába. 1378-ban Csokva és Omány határbejárásánál szomszédként jelen volt egy bizonyos Sata-i Antal fia Barleus. Az illető valószínűleg már a második volt a családban, a névadó ős korábban élt. Az említett oklevél egyébként kimondja, hogy Csokva és Omány határa e községeknél éri el a szántóföldek között Barleus Sata possessioját (tulajdonát). A község tulajdonosai ebben az időben valóban a Bánfalván (Jétyőn) élő Báriusok voltak. A család egy része, amely feltehetően Sátán élt, minden bizonnyal a birtokok elkülönülése miatt egyre gyakrabban Sátai-nak nevezi magát.
A Bariusok már a 14. század végén új adományt szereztek a községre, ezzel együtt engedélyt kaptak arra is, hogy a hét második napján hetivásárt tartsanak, ezzel mintegy hozzájárulva a község fejlődéséhez. A hetipiac (vásár) tartása megnövelte a község központi helyzetét a vidéken. A falu határában fekvő Akasztó-domb jelzi azt is, hogy központi szerepéhez mérten Sáta pallosjogot is kapott. A 16. század közepére a térség legnagyobb községei közé emelkedett, ekkor Bárius özvegye volt a tulajdonosa.
A török pusztítás utáni időszakban Sátának több évtizedre volt szüksége, hogy fejlődése újra a régi kerékvágásba zökkenjen. Két közeli szomszédunk még ennél is komiszabbul járt a törökkel. Nekézsenyben például a törökvész előtt 14 porta volt, ebből 1558-ra mindössze 7 maradt. Bótán az 1554-es évi 5 portából harmincnégy esztendő elteltével 1 portát számláltak az egykori adórovók. Ez még nem volt elég, 1564-ben a pestis tette tönkre a falut. 1658-ban 6 lakott és 6 pusztult házból állott a település, az 1688-as tizedlajstrom pedig néptelennek jegyezte fel. Az 1600-as években Sáta lakossága fegyverrel tört rá a mezőn körmenetben lévő várkonyiakra a Ladány-völgyben lévő szőlők (Szurdok-szőlők) birtoklásáért. A Báriusok kihaltával a birtok a rokon Vayak kezére került, de a kuruc felkelésben való részvételük miatt a kamara elkobozta a birtokot. Annak egy részét csak magas áron tudták visszaszerezni. A többi rész a Plathy, Rajcsányi, később az Ágoston család kezére jutott. A Platthy család kastélyt is épített a faluban. Birtokosok voltak még később Radvánszky Károlyné, özv. Decsi Istvánné, Kilián Gyula és Kiszely Sándor is.
1945 előtt a község villany nélkül volt. Egy három tantermes egyházi iskola, gyógyszertár, körorvos és néhány magánkereskedő volt a községben. 1941-ben épült egy csecsemőtanácsadó, amely ma is rendelkezésre áll. A járási rendszerben a faluhoz tartoztak Csokvaomány, Nekézseny és Bóta községek.

## Közélete

### Polgármesterei
- 1990–1994: Molnár József (független)[5]
- 1994–1998: Molnár József (független)[6]
- 1998–2002: Mészáros Józsefné Barta Csilla (független)[7]
- 2002–2006: Bakos Péter (független)[8]
- 2006–2010: Bakos Péter (független)[9]
- 2010–2014: Bakos Péter (független)[10]
- 2014–2019: Szalmás Zsoltné (Fidesz-KDNP)[11]
- 2019–2024: Szalmás Zsoltné (Fidesz-KDNP)[12]
- 2024– : Szalmás Zsoltné (Fidesz-KDNP)[1]

## Népesség
A település népességének változása:
| Lakosok száma | 1143 | 1138 | 1133 | 1050 | 1073 | 1060 | 1063 |
|               | 2013 | 2014 | 2015 | 2021 | 2022 | 2023 | 2024 |

A 2001-es népszámláláskor a település lakosságának 97%-a magyar, 3%-a cigány nemzetiségűnek vallotta magát.

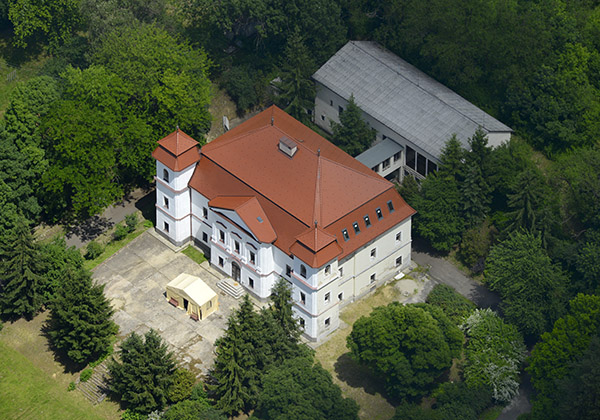
Fáy-kastély - légi felvétel (Sáta)

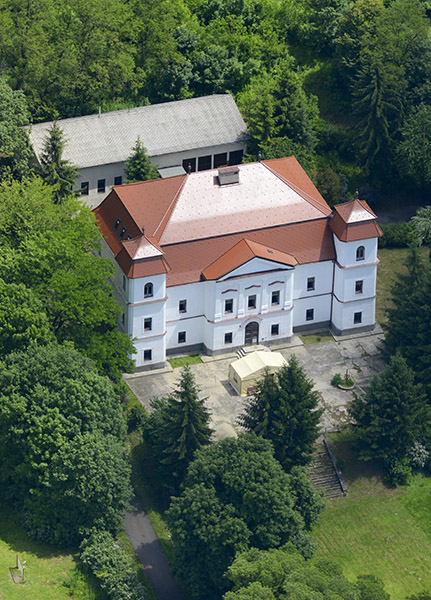
Fáy-kastély - légi fotó (Sáta)

A 2011-es népszámlálás során a lakosok 78,7%-a magyarnak, 8,7% cigánynak mondta magát (21,2% nem nyilatkozott; a kettős identitások miatt a végösszeg nagyobb lehet 100%-nál). A vallási megoszlás a következő volt: római katolikus 56,5%, református 5,2%, görögkatolikus 0,4%, felekezeten kívüli 5,8% (29,5% nem válaszolt).
2022-ben a lakosság 89,8%-a vallotta magát magyarnak, 6,5% cigánynak, 0,1-0,1% bolgárnak, szlováknak és németnek, 1,1% egyéb, nem hazai nemzetiségűnek (10,2% nem nyilatkozott; a kettős identitások miatt a végösszeg nagyobb lehet 100%-nál). Vallásuk szerint 34,1% volt római katolikus, 4,2% református, 0,8% görög katolikus, 1,4% egyéb keresztény, 11,2% felekezeten kívüli (46,8% nem válaszolt).

## Nevezetességei
- Római katolikus templom. Klasszicizáló késő barokk stílusú, 1808-ban épült, műemlék
- Fáy-kastély, 1735-ben épült
- Plébánia, 1796-ban épült

### Érdekesség
Ez a település a főszereplője egy vidám történetnek is. A fáma szerint egy Ózd mellett osztálykiránduló csapat látta a kiírást egy templomajtón: „A mai mise elmarad. Sátán vagyok.” Más verziók szerint a szomszéd faluban a falubeliek látták ugyanezt a templomajtón a plébános kézírásával.

## Ismert emberek
- Itt született 1816. július 5-én Szvorényi József, ciszterci pap, az MTA tagja.

## Külső hivatkozások
- Sáta község honlapja
- Sáta az utazom.com honlapján
- Jobb a föld alatt, mint Sátán – Az Origo cikke a Kismagyarország sorozat részeként, 2013. szeptember 29.